# Estación América
América es una estación ferroviaria ubicada en la localidad homónima, Partido de Rivadavia, Provincia de Buenos Aires, Argentina.

## Ubicación
La estación se encuentra a 450 km de la Estación Once.

## Servicios
No presta servicios de pasajeros. Sus vías están concesionadas a la empresa de cargas Ferroexpreso Pampeano